# Malcolm Campbell

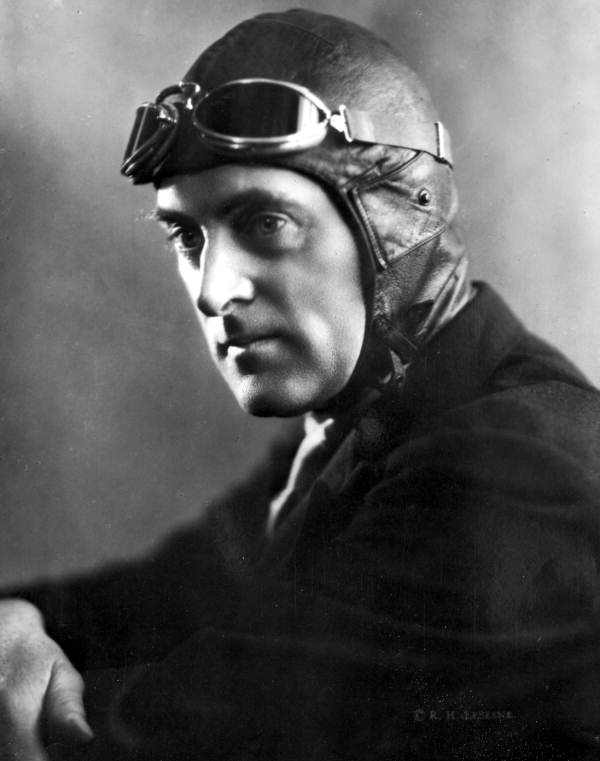
Malcolm Campbell

Malcolm Campbell (11 de março de 1885 - 31 de dezembro de 1948) foi um automobilista e jornalista britânico. Ele ganhou o recorde mundial de velocidade em terra e na água em vários momentos, usando veículos chamados Blue Bird, incluindo um Grande Prêmio Sunbeam de 1921. Seu filho, Donald Campbell, continuou a tradição da família ao manter os recordes de velocidade terrestre e velocidade da água.

## Carreira em Grandes Prêmio
Campbell competiu no Grande Prêmio de Automobilismo, vencendo os Grandes Prêmios de Boulogne de 1927 e 1928, na França, pilotando um Bugatti T37A.

## Recorde de velocidade terrestre
Campbell quebrou o recorde de velocidade terrestre pela primeira vez em 1924 a 146,16 mph (235,22 km/h) em Pendine Sands, perto de Carmarthen Bay, em um V12 Sunbeam de 350HP, agora em exibição no National Motor Museum, Beaulieu. Ele quebrou nove recordes de velocidade terrestre entre 1924 e 1935, com três em Pendine Sands e cinco em Daytona Beach. Seus dois primeiros recordes foram alcançados enquanto pilotava um carro de corrida construído pela Sunbeam.
Em 1925, Campbell estabeleceu um novo recorde de volta de 100 mph (160,93 km/h) em Brooklands em um Chrysler Six aerodinâmico.
Em 4 de fevereiro de 1927, Campbell estabeleceu o recorde de velocidade terrestre em Pendine Sands, cobrindo o Flying Kilometre (em uma média de duas corridas) em 174,883 mph (281,447 km/h) e o Flying Mile em 174,224 mph (280,386 km/h), no Napier-Campbell Blue Bird.
Ele estabeleceu seu último recorde de velocidade terrestre no Bonneville Salt Flats em Utah em 3 de setembro de 1935, e foi a primeira pessoa a dirigir um automóvel acima de 300 mph, com uma média de 301,337 mph (484,955 km/h) em duas passagens.

## Registros de velocidade da água
Campbell desenvolveu e testou o Blue Bird em Tilgate Lake, em Tilgate Park, Crawley. Ele estabeleceu o recorde de velocidade da água quatro vezes, sua maior velocidade sendo 141 740 mph (228 108 km/h) no Blue Bird K4. Ele estabeleceu o recorde em 19 de agosto de 1939 em Coniston Water, Lancashire (agora em Cumbria).

## Política
Campbell candidatou-se ao Parlamento sem sucesso nas eleições gerais de 1935 em Deptford pelo Partido Conservador, apesar de suas ligações com a União Britânica de Fascistas. Alegadamente, ele uma vez adornou seu carro com um galhardete fascista do Serviço de Transporte Voluntário de Londres, embora não tenha havido nenhuma evidência fotográfica para apoiar esta afirmação.

## Morte

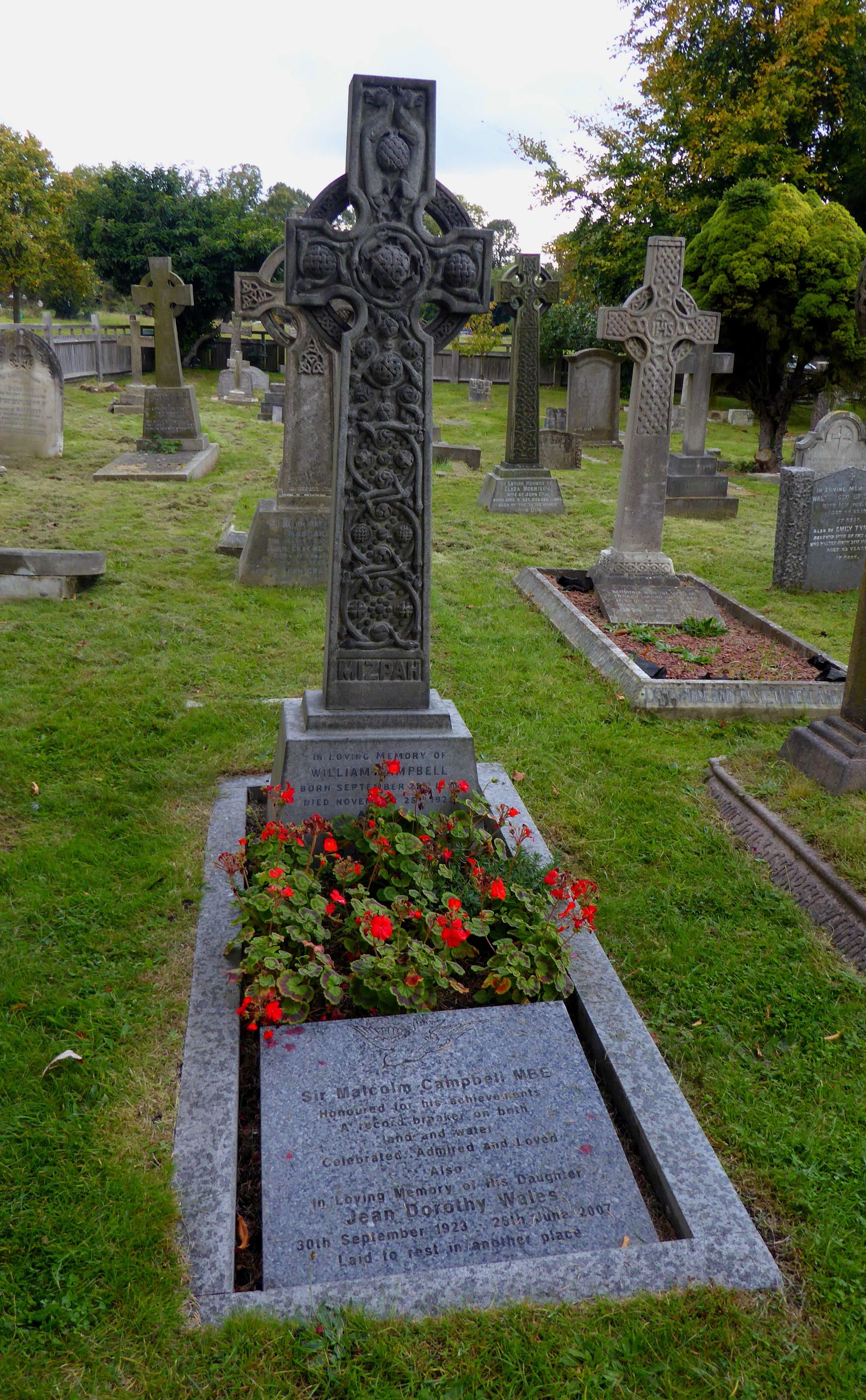
Campbell's grave at St Nicholas' Church in Chislehurst

Campbell morreu após uma série de derrames em 1948 em Reigate, Surrey, aos 63 anos.